# Vương Quân (sinh năm 1958)
Vương Quân (tiếng Trung giản thể: 王军, bính âm Hán ngữ: Wáng Jūn, sinh tháng 11 năm 1958, người Hán) là chính trị gia nước Cộng hòa Nhân dân Trung Hoa. Ông hiện là Ủy viên Ủy ban Trung ương Đảng Cộng sản Trung Quốc khóa XIX, Bí thư Đảng tổ, Cục trưởng Tổng cục Thuế vụ Quốc gia Trung Quốc. Ông là Ủy viên dự khuyết Trung ương Đảng khóa XVIII, từng là Phó Bộ trưởng Bộ Tài chính, Người phát ngôn của cơ quan này.
Vương Quân là đảng viên Đảng Cộng sản Trung Quốc, học vị Tiến sĩ Luật. Ông có sự nghiệp chủ yếu trong ngành kinh tế, các lĩnh vực tài chính, kế toán ở khối cơ quan trung ương, có 10 năm lãnh đạo ngành thuế quan Trung Quốc, tạo ra ảnh hưởng lớn đối với thuế quan toàn cầu.

## Xuất thân và giáo dục
Vương Quân sinh tháng 11 năm 1958 tại huyện Thương Khâu thuộc chuyên khu Khai Phong, nay là địa cấp thị Thương Khâu, tỉnh Hà Nam, Cộng hòa Nhân dân Trung Hoa. Ông lớn lên và tốt nghiệp cao trung ở Thương Khâu, là trí thức được điều tham gia phong trào Vận động tiến về nông thôn từ tháng 7 năm 1976. Ngay sau đó hơn 1 năm, phong trào này kết thúc, ông tham gia kỳ cao khảo và thi đỗ Đại học Bắc Kinh, tới thủ đô và nhập học Khoa Chính trị học của trường, theo học ngay từ lúc Trung Quốc mở cửa và phong trào khoa học chính trị bắt đầu từ năm 1978 và Bắc Đại là trường đi đầu trong phong trào nghiên cứu và giảng dạy chuyên môn này. Tốt nghiệp Bắc Đại, ông tiếp tục thi đỗ kỳ sau đại học, là nghiên cứu sinh lý luận chính trị học, đến năm 1985, khi Ủy ban Học vị Quốc vụ viện phê chuẩn chương trình đào tạo bậc tiến sĩ cho chuyên ngành khoa học chính trị của trường, ông bảo vệ luận án và trở thành Tiến sĩ Luật học chuyên ngành khoa học chính trị vào năm này.

## Sự nghiệp
Sau khi trở thành tiến sĩ ở Bắc Đại, Vương Quân rời trường và được Bộ Tài chính tuyển dụng làm chuyên viên ở Phòng thứ Nhất thuộc Ty Kế toán, bắt đầu sự nghiệp của mình ở đây. Trong những năm 1987–92, ông lần lượt được thăng chức làm Phó Trưởng phòng, Trưởng phòng thứ Nhất của Ty Kế toán. Sang cuối năm 1992, ông được điều sang Sảnh Văn phòng Bộ, là Thư ký cấp Trưởng phòng của Văn phòng Thư ký Bộ trưởng, giúp việc cho Bộ trưởng Tài chính Lưu Trọng Lê cũng vừa được bổ nhiệm chức vụ này năm 1992. Một năm sau, ông được bổ nhiệm làm Phó Tổng thư ký Hiệp hội Kế toán viên công chứng Trung Quốc (CICPA), giữ chức hơn một năm rồi trở lại Bộ Tài chính làm Phó Chủ nhiệm Sảnh Văn phòng Bộ. Tháng 7 năm 1998, trong nhiệm kỳ của Bộ trưởng Tài chính Hạng Hoài Thành, Vương Quân được bổ nhiệm làm Chủ nhiệm Sảnh Văn phòng Bộ, là Người phát ngôn của Bộ Tài chính trong nhiệm kỳ 1998–2003, sau đó là Trợ lý Bộ trưởng, Thành viên Đảng tổ của Bộ từ tháng 9 năm 2003.
Tháng 10 năm 2005, Vương Quân được thăng chức làm Phó Bộ trưởng Bộ Tài chính, là Thành viên Đảng tổ cho đến tháng 4 năm 2012 thì được phân công làm Phó Bí thư Đảng tổ Bộ. Cuối năm này, ông dự Đại hội Đảng Cộng sản Trung Quốc lần thứ XVIII, và được bầu làm Ủy viên dự khuyết Ủy ban Trung ương Đảng Cộng sản Trung Quốc khóa XVIII nhiệm kỳ 2012–17. Giai đoạn này, ông cũng là Phó Hội trưởng Hội Chữ thập đỏ Lào nhiệm kỳ 2009–11. Tháng 3 năm 2013, với đề nghị của Tổng lý Lý Khắc Cường, Quốc vụ viện quyết định bổ nhiệm Vương Quân làm Cục trưởng Tổng cục Thuế vụ Quốc gia, cấp bộ trưởng, đồng thời là Bí thư Đảng tổ Cục. Những năm lãnh đạo ngành thuế, ông được tạp chí ITR (International Tax Review) bầu chọn là một trong những nhân vật tạo ra ảnh hướng lớn nhất đối với lĩnh vực thuế toàn cầu. Tháng 10 năm 2017, ông tham gia đại hội đại biểu toàn quốc, đắc cử Ủy viên chính thức Ủy ban Trung ương Đảng Cộng sản Trung Quốc khóa XIX tại Đại hội Đảng Cộng sản Trung Quốc lần thứ XIX. Sang 2018, ông tiếp tục là Cục trưởng Tổng cục Thuế vụ Quốc gia nhiệm kỳ 2018–23, và tiếp tục là đại biểu tham dự Đại hội Đảng Cộng sản Trung Quốc lần thứ XX năm 2022 từ đoàn đại biểu khối cơ quan Đảng và Nhà nước.

## Công trình
Trong sự nghiệp của mình, Vương Quân nghiên cứu và xuất bản những công trình khoa học như:
- Vương Quân (2006). 《中国转型期公共财政》. Bắc Kinh: Nhân dân. ISBN 978-7-010-05698-2.
- Vương Quân (2004). 《遥望地平线》. Bắc Kinh: Khoa học Kinh tế. ISBN 978-7-50584-118-5.